# NDRG2
NDRG2 (англ. NDRG family member 2) – білок, який кодується однойменним геном, розташованим у людей на короткому плечі 14-ї хромосоми. Довжина поліпептидного ланцюга білка становить 371 амінокислот, а молекулярна маса — 40 798.
| 10         |  | 20         |  | 30         |  | 40         |  | 50         |
| ---------- |  | ---------- |  | ---------- |  | ---------- |  | ---------- |
| MAELQEVQIT |  | EEKPLLPGQT |  | PEAAKEAELA |  | ARILLDQGQT |  | HSVETPYGSV |
| TFTVYGTPKP |  | KRPAILTYHD |  | VGLNYKSCFQ |  | PLFQFEDMQE |  | IIQNFVRVHV |
| DAPGMEEGAP |  | VFPLGYQYPS |  | LDQLADMIPC |  | VLQYLNFSTI |  | IGVGVGAGAY |
| ILARYALNHP |  | DTVEGLVLIN |  | IDPNAKGWMD |  | WAAHKLTGLT |  | SSIPEMILGH |
| LFSQEELSGN |  | SELIQKYRNI |  | ITHAPNLDNI |  | ELYWNSYNNR |  | RDLNFERGGD |
| ITLRCPVMLV |  | VGDQAPHEDA |  | VVECNSKLDP |  | TQTSFLKMAD |  | SGGQPQLTQP |
| GKLTEAFKYF |  | LQGMGYMASS |  | CMTRLSRSRT |  | ASLTSAASVD |  | GNRSRSRTLS |
| QSSESGTLSS |  | GPPGHTMEVS |  | C          |  |            |  |            |

A: Аланін

C: Цистеїн

D: Аспарагінова кислота

E: Глутамінова кислота

F: Фенілаланін

G: Гліцин

H: Гістидин

I: Ізолейцин

K: Лізин

L: Лейцин

M: Метіонін

N: Аспарагін

P: Пролін

Q: Глутамін

R: Аргінін

S: Серин

T: Треонін

V: Валін

W: Триптофан

Кодований геном білок за функціями належить до білків розвитку, фосфопротеїнів. 
Задіяний у таких біологічних процесах, як диференціація клітин, нейрогенез, сигнальний шлях Wnt, ацетилювання, альтернативний сплайсинг. 
Локалізований у цитоплазмі, клітинних відростках.